# نبرد جزیره ساوو
نبرد جزیره ساوو نبردی دریایی است در جنگ جهانی دوم که در تاریخ ۸ و ۹ اوت سال ۱۹۴۲ و میان ارتش امپراتوری ژاپن و ارتش ایالات متحده آمریکا در اطراف جزیره ساوو رخ داد.